# St-Victor-Ste-Couronne (Ennezat)
Die ehemalige Kollegiatkirche St-Victor-Ste-Couronne in Ennezat im zentralfranzösischen Département Puy-de-Dôme ist den Heiligengefährten Victor und Corona geweiht; sie gehört zu den eindrucksvollsten mittelalterlichen Kirchenbauten der Auvergne. Bereits seit dem Jahr 1840 ist sie als Monument historique eingestuft.

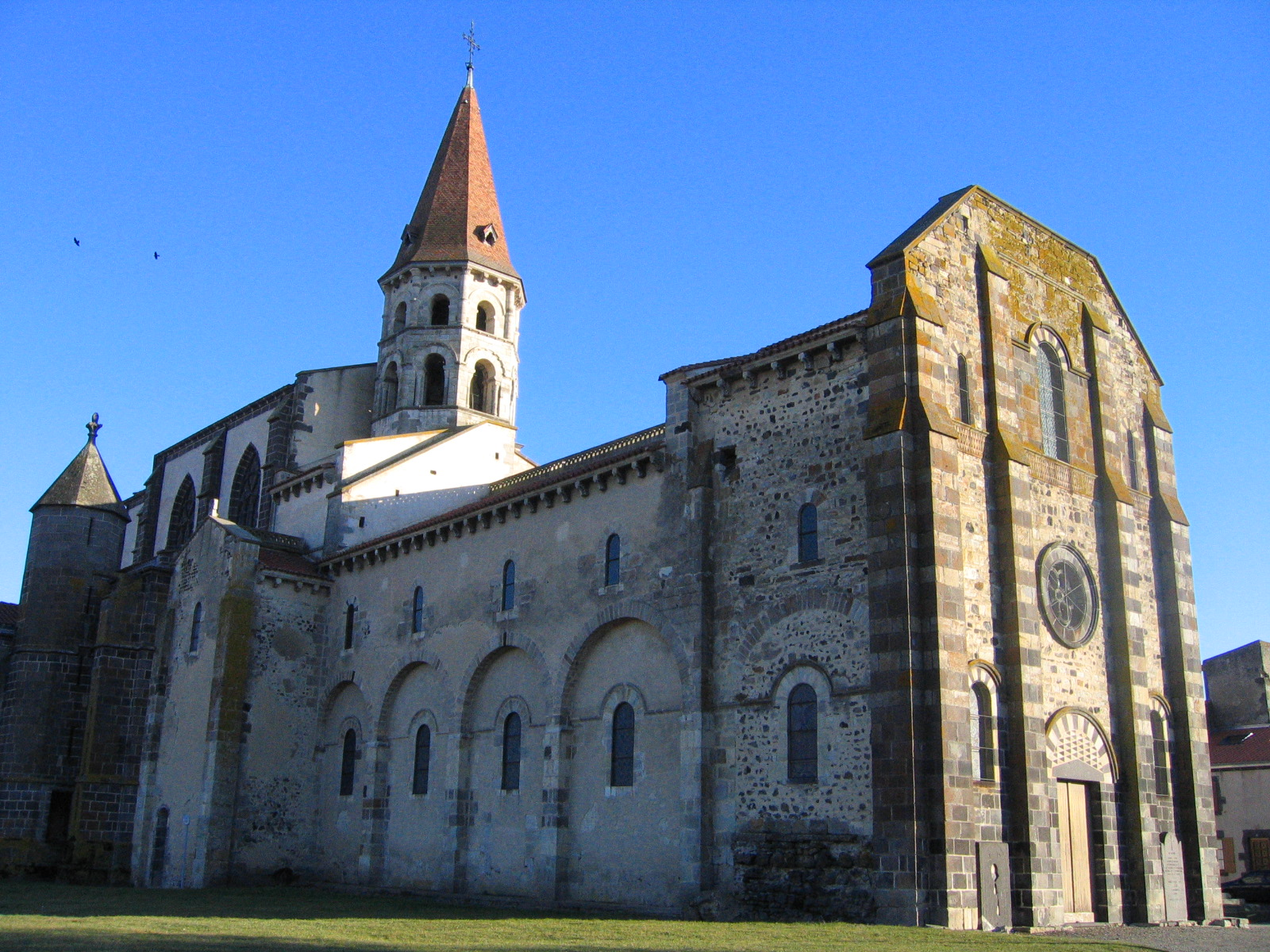
Ehemalige Kollegiatkirche St-Victor-Ste-Couronne in Ennezat

## Lage
Die Kirche befindet sich im Zentrum der Stadt Ennezat, die ihrerseits wiederum inmitten der weitgehend flachen und fruchtbaren Ackerlandschaft der Limagne im Herzen der Auvergne liegt. Wegen ihrer Lage im Zentrum eines ehemaligen, teilweise jedoch schon im Mittelalter trockengelegten Sumpfgebietes, wird die Kirche manchmal auch als „Kathedrale der Sümpfe“ (Cathédrale des marais) bezeichnet. 

## Baugeschichte
Die Baugeschichte der ehemaligen Kollegiatkirche ist komplex und in ihren Details immer noch unklar. Die einzig sichere Nachricht ist die, dass um das Jahr 1060/70 Wilhelm VIII. (ca. 1025–1086), Herzog von Aquitanien, ein Kapitel von 12 Chorherren in das – damals noch von Sümpfen durchsetzte – Gebiet von Ennezat entsandte, um hier Land trockenzulegen und eine Kirche zu erbauen. Lange Zeit war man der Auffassung, dass von dieser – wohl vor dem Jahr 1100 fertiggestellten – Kirche noch das dreischiffige Langhaus und das Querschiff erhalten seien. Somit stünde die Kollegiatkirche von Ennezat am Anfang der großartigen auvergnatischen Kirchenbauten des 12. Jahrhunderts (Notre-Dame-du-Port de Clermont-Ferrand, St-Austremoine d’Issoire, Notre-Dame d’Orcival u. a.)
Im 13. Jahrhundert wurde der romanische Umgangschor des alten Kirchengebäudes mitsamt seinen Radialkapellen abgerissen um einen – dem Zeitgeschmack entsprechenden – gotischen Chor zu errichten. Geplant waren mit Sicherheit auch der Abriss und der Neubau des Langhauses, doch fehlten wahrscheinlich die nötigen Geldmittel.

## Architektur

### Steinmaterial
Das beim Westbau und später beim Chor verwendete Steinmaterial ist dunkles Lavagestein (Andesit), welches durchsetzt ist mit Arkose. Während die Strebepfeiler und andere wichtige Partien des Baukörpers aus kantig behauenen Steinen gemauert sind, bestehen große Teile der Wandflächen des Westbaus aus heller, kaum bearbeiteter Grauwacke. Das Langhaus und die Hochschiffwand des Chors sind in wesentlichen Teilen verputzt.

### Innenraum

#### Narthex
Die Westfassade gehört zu einem – im Innern mehrgeschossigen – Baukörper, der sich durch seine größeren Dimensionen und die bessere Steinbearbeitung sowohl im Äußeren wie auch im Inneren vom eigentlichen Kirchenraum abgrenzt. Es handelt sich hierbei um einen Narthex, wie er auch in vielen burgundischen Kirchen der Romanik zu finden ist. Die Funktion eines solchen – im Innern meist zweigeschossigen und somit im Eingangsbereich nicht sehr hohen – Narthex ist umstritten: Manche glauben, dass er als Ort der geistigen Sammlung vor dem Betreten der Kirche diente, andere sehen in ihm eine Versammlungsstätte für Prozessionen oder aber einen Schlafplatz für Pilger. Es könnte aber auch sein, dass ein solcher massiver Baukörper vorrangig Verteidigungszwecke erfüllte oder aber zum Zweck der statischen Stabilisierung des Bauwerks nach Westen errichtet wurde.

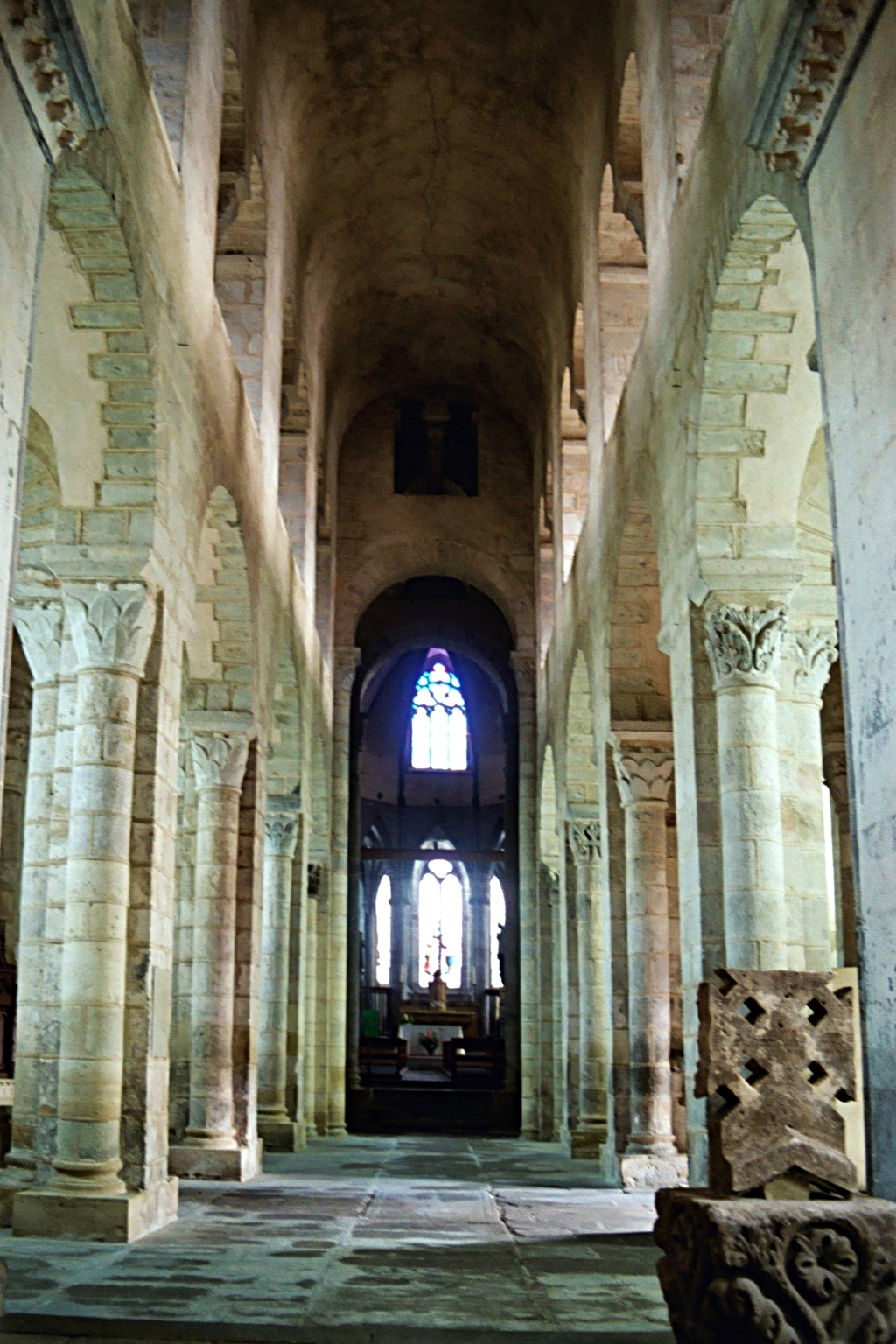
Ehemalige Kollegiatkirche von Ennezat – romanisches Langhaus mit Blick in den gotischen Chor

#### Langhaus
Wie wohl auch im Mittelalter betritt man die Kirche durch einen Eingang an der Südseite des Langhauses, der von einem mehrfach abgestuften Portalgewände mitsamt leicht angespitzten Archivolten eingefasst wird. Das nur etwa 3,75 m breite und 13,30 m hohe Mittelschiff der Kirche ist tonnengewölbt – allerdings ohne Gurtbögen – und hat ein hohes und weitgeöffnetes Emporengeschoss (man spricht auch von „Tribünen“), welches von mächtigen Pfeilern mit begleitenden Halbsäulen getragen wird. Im Innern der Emporen stützen Vierteltonnen die Hochschiffwand. Die nur etwa 2,10 m breiten und 6,20 m hohen Seitenschiffe sind durch Zwischenbögen in Joche unterteilt; diese haben Kreuzgratgewölbe.

#### Kapitelle
Die meisten Kapitelle des Langhauses sind mit einfachen, manchmal auch komplizierteren, Blattmotiven geschmückt. Figürliche Kapitelle sind die Ausnahme – eines zeigt einen Wucherer mit einer Geldbörse um den Hals, der von zwei Dämonen mit Blattwerk um die Hüften ergriffen wird. Eine lateinische Inschrift lautet: „Cando usuram acepisti opera mea fecisti“ – übersetzt in etwa: 'Als Du den Wucher praktiziert hast, hast Du mein Werk getan'. Die übrigen figürlichen Kapitelle zeigen Mischwesen und Tiere (Zentauren, Sirenen, Greifen etc.).

#### Vierung
Der Vierungsbereich ist durch fensterartige Bögen vom Langhaus, von den Querschiffen und vom Chor getrennt und im Innern erhöht – man spricht in solchen Fällen von einer „ausgeschiedenen Vierung“, oder – bei vielen Kirchenbauten in der Auvergne – von einem „auvergnatischen Querriegel“ oder einem massif barlong. Das eigentliche Vierungsjoch schließt nach oben ab mit einer auf Trompen ruhenden Kuppel. Darüber erhebt sich im Äußern der Vierungsturm, der ganz sicher dem 12. Jahrhundert zuzurechnen ist.

#### Chor
Der dreischiffige gotische Umgangschor mit seinem durchlichteten Kapellenkranz ist gegenüber dem Langhaus deutlich erhöht und beinahe doppelt so breit wie dieses und etwa genauso lang. Aufstrebende Dienstbündel, die in Rippengewölben enden, sowie große Maßwerkfenster, die viel Licht in den Kirchenraum lassen, sind die charakteristischen Merkmale der gotischen Architektur, wie sie sich auch in der Kathedrale von Clermont-Ferrand finden. Die vier Schlusssteine des Gewölbes zeigen u. a. den Erzengel Michael, einen Bischof und eine gekrönte Person (vielleicht Ludwig den Heiligen).

#### Fresken
Im südlichen Querhaus befindet sich ein gotisches Fresko (ca. 1405) mit einer Darstellung des Jüngsten Gerichts. Vom Betrachter aus gesehen rechts, d. h. zur Linken Christi, findet sich ein weitaufgerissener Höllenschlund, aber es scheint so, dass die meisten der aus ihren Gräbern Auferstandenen sich Christus in der Mitte zuwenden. Zu beiden Seiten Christi erkennt man die 12 Apostel; Maria hat einen Ehrenplatz an seiner rechten Seite. Ganz links haben sich die Stifter, ein Ehepaar, porträtieren lassen.
Im Chor befinden sich ein weiteres – zweigeteiltes – Fresko (ca. 1420): Eines davon zeigt eine Darstellung einer aus drei Personen bestehenden höfischen Jagdgesellschaft, die – auf der anderen Seite eines in der Mitte befindlichen Kreuzes – drei ausgemergelten Skeletten, die zum Teil noch ihre Leichentücher um die Schultern tragen, begegnen. Die feingewandeten Adligen werden also gewissermaßen mit ihrem eigenen Tod konfrontiert. Im Fresko darunter knien auf der linken Seite adelige Personen, rechts Kleriker; in der Mitte steht ein erhöhter Thronsitz, auf welchem – nur noch schlecht erkennbar – die gekrönte Gottesmutter Maria mit dem Christuskind auf dem Schoß sitzt. Die Inschrift zwischen den beiden Fresken erwähnt den Kanoniker Robert de Bassinhac als Stifter des Freskos.
Beide Fresken können als Vanitas-Sinnbilder aufgefasst werden.

### Außenbau

#### Westfassade
Wie bei vielen Kirchen im Zentrum und im Süden Frankreichs ist die Westfassade turmlos. Sie wird durch vier Strebepfeiler in drei vertikale Teile gegliedert. Im mittleren Teil findet sich ein Eingang mit einem tympanonartigen Feld mit Steininkrustationen; darüber ein – als Sechspass ausgebildetes – Radfenster und ganz oben ein großes Rundbogenfenster. Die beiden seitlichen Register zeigen jeweils ein Rundfenster neben dem Tympanonfeld des Mittelportals sowie zwei weitere kleine Rundfenster in der oberen Zone. Alle Rundbögen der Fassade zeigen einen Farbwechsel der verwendeten Steine. Wie viel von der Gestaltung der Westfassade original ist bzw. welche Teile der Phantasie des 19. Jahrhunderts entsprungen sind, muss offenbleiben.

#### Langhaus
Das romanische Langhaus mit seinen großen Blendarkaden und kleinen Fensteröffnungen, von denen die oberen die Emporen belichten, ist – mit Ausnahme der Strebepfeiler – verputzt und zeigt keinerlei Schmuck.

#### Vierungsturm
Der zweigeschossige oktogonale Vierungsturm ist durch Arkadenbögen nach allen Seiten geöffnet. Im unteren Teil finden sich eingestellte Säulen als Rahmen der Arkaden; oben dagegen sind den Ecken Halbsäulen vorgelagert. Seine Funktion war wohl von Anfang an die eines Glockenturms. Er endet in einem achteckigen, mit roten Dachziegeln gedeckten Spitzhelm. Während über das Alter des Langhauses immer noch gerätselt wird, entstammen die Details des Vierungsturms ganz eindeutig dem 12. Jahrhundert.

#### Chorhaupt
Das untere Geschoss des mit vielen Maßwerkfenstern versehenen gotischen Chors ist gänzlich aus dunklem vulkanischem Gestein (Arkose) gefertigt. Das obere Geschoss ist dagegen in großen Teilen verputzt – für gotische Kirchenbauten in Frankreich äußerst ungewöhnlich, denn diese wurden üblicherweise gänzlich aus Haustein errichtet. Ungewöhnlich ist auch das Fehlen von Strebebögen zur statischen Stabilisierung der Hochschiffwand.

## Bedeutung
Trotz des anhaltenden Streits um die Datierung des Langhauses, in dem viele Forscher typische Merkmale des 12. Jahrhunderts erkennen und sich mit einer Datierung ins ausgehende 11. Jahrhundert schwer tun, ist die ehemalige Kollegiatkirche von Ennezat ein – für die Auvergne und sogar für ganz Frankreich – außergewöhnlicher Bau. Diese Tatsache wurde auch durch seine Aufnahme in die allererste Liste der Monuments historiques im Jahr 1840 anerkannt.

## Bilder

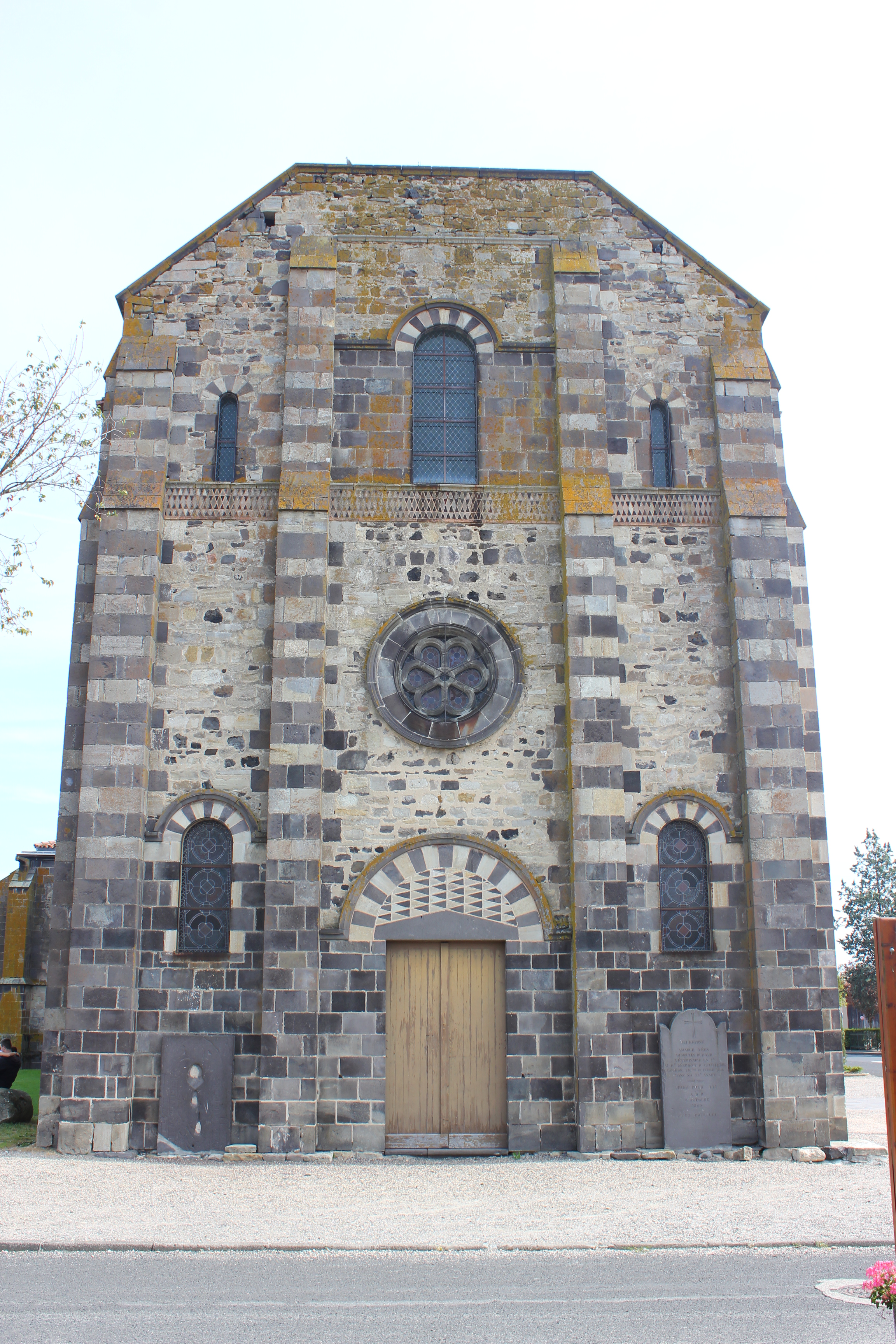
Westfassade
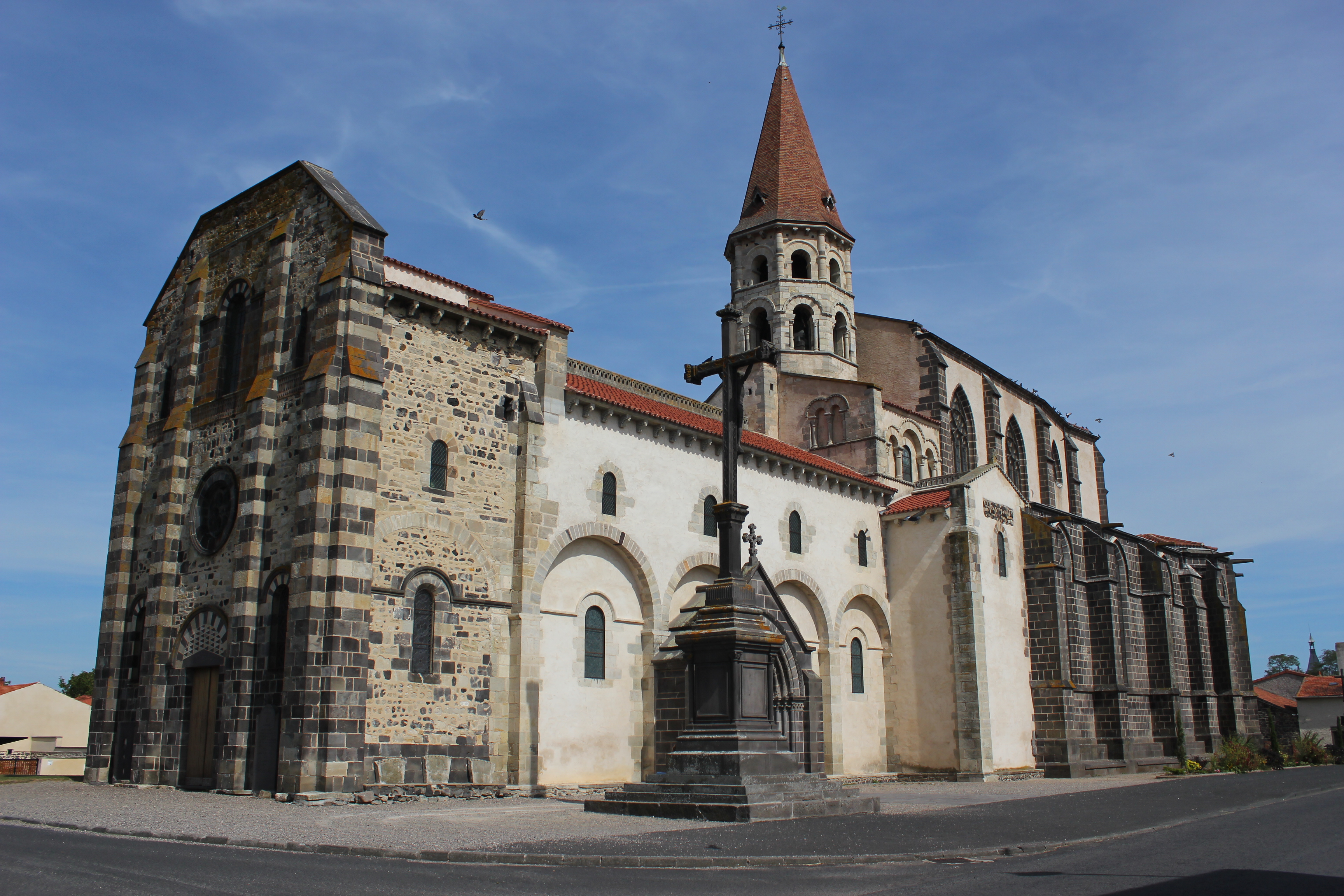
Südseite
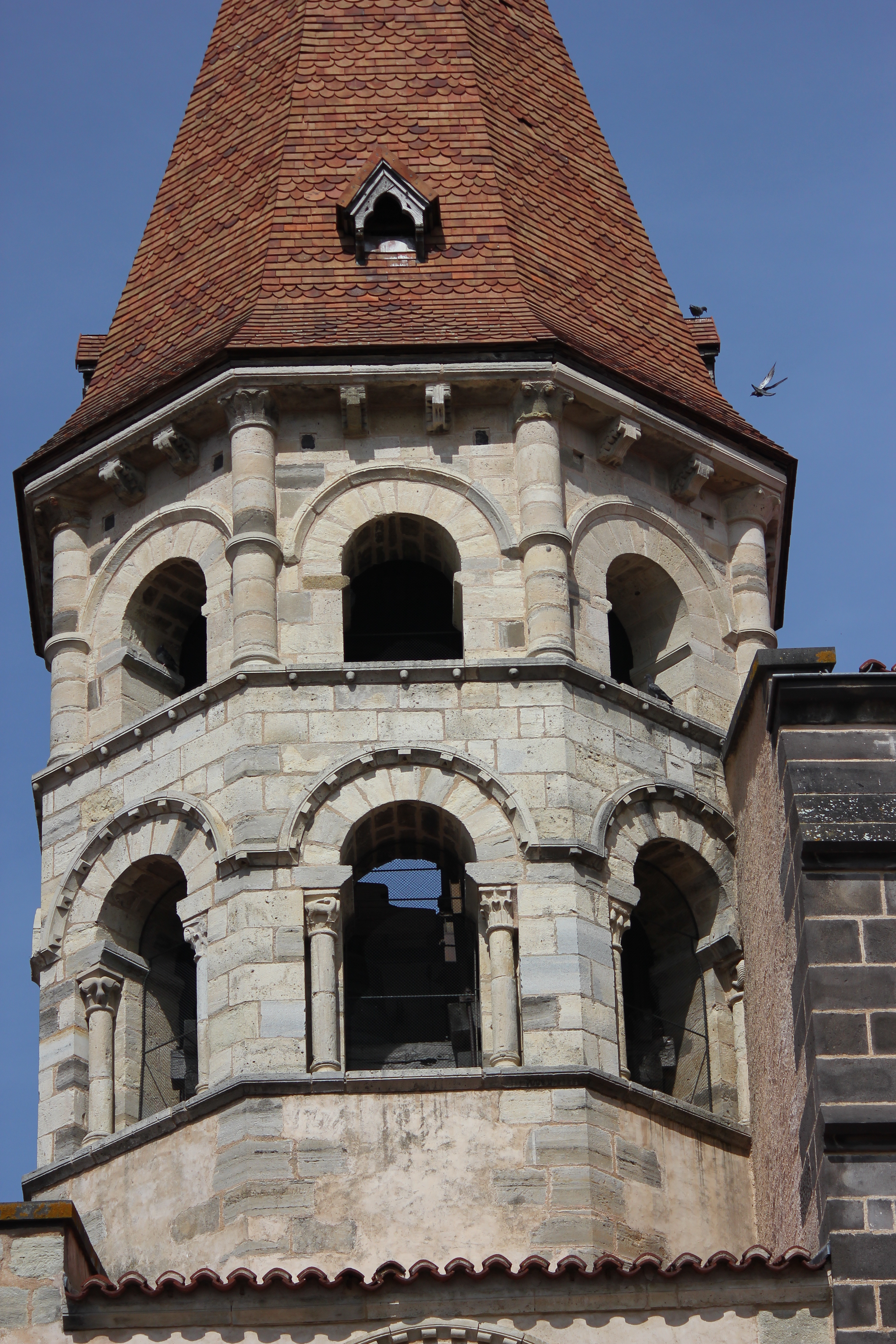
Vierungsturm
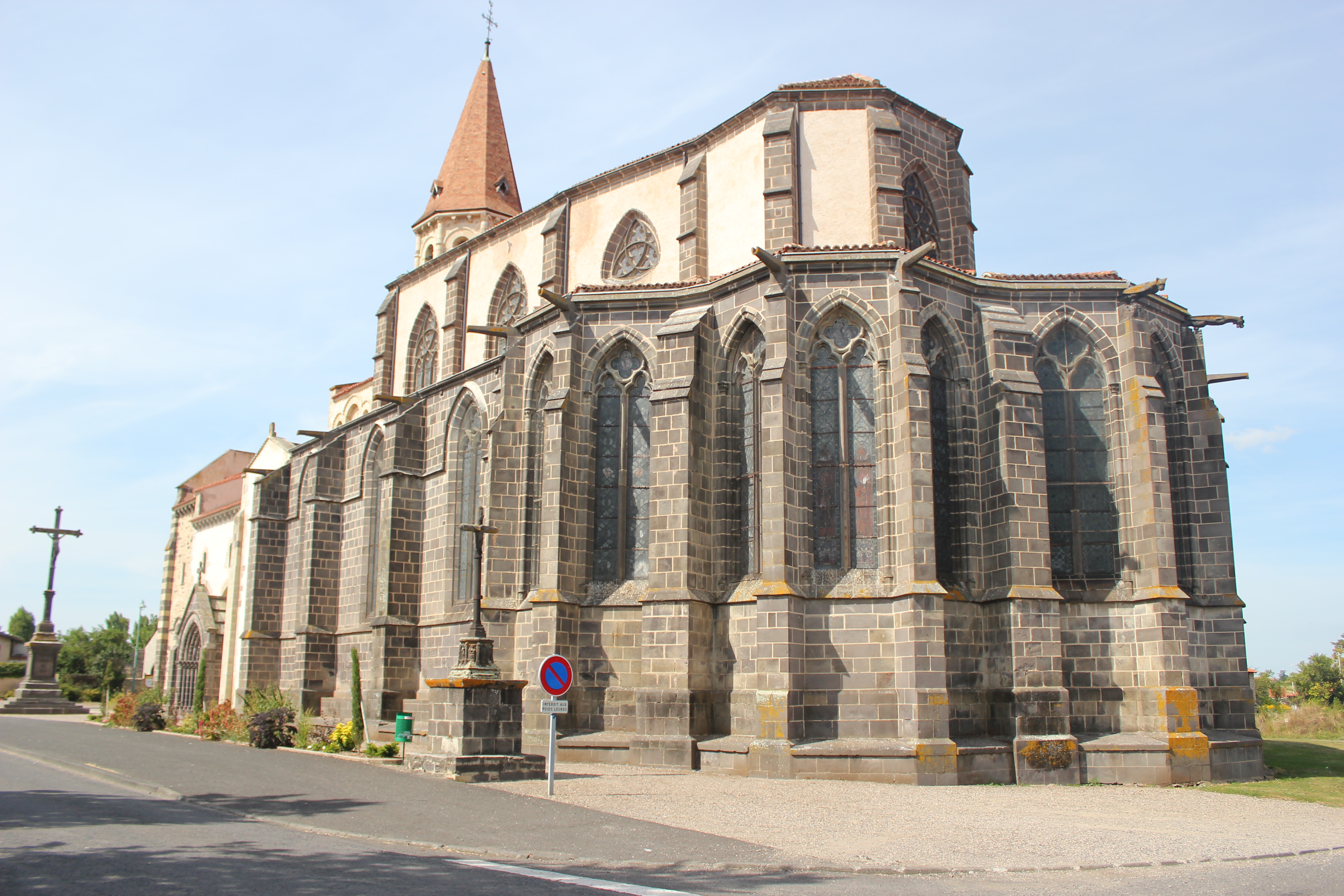
Chorhaupt mit Kapellenkranz
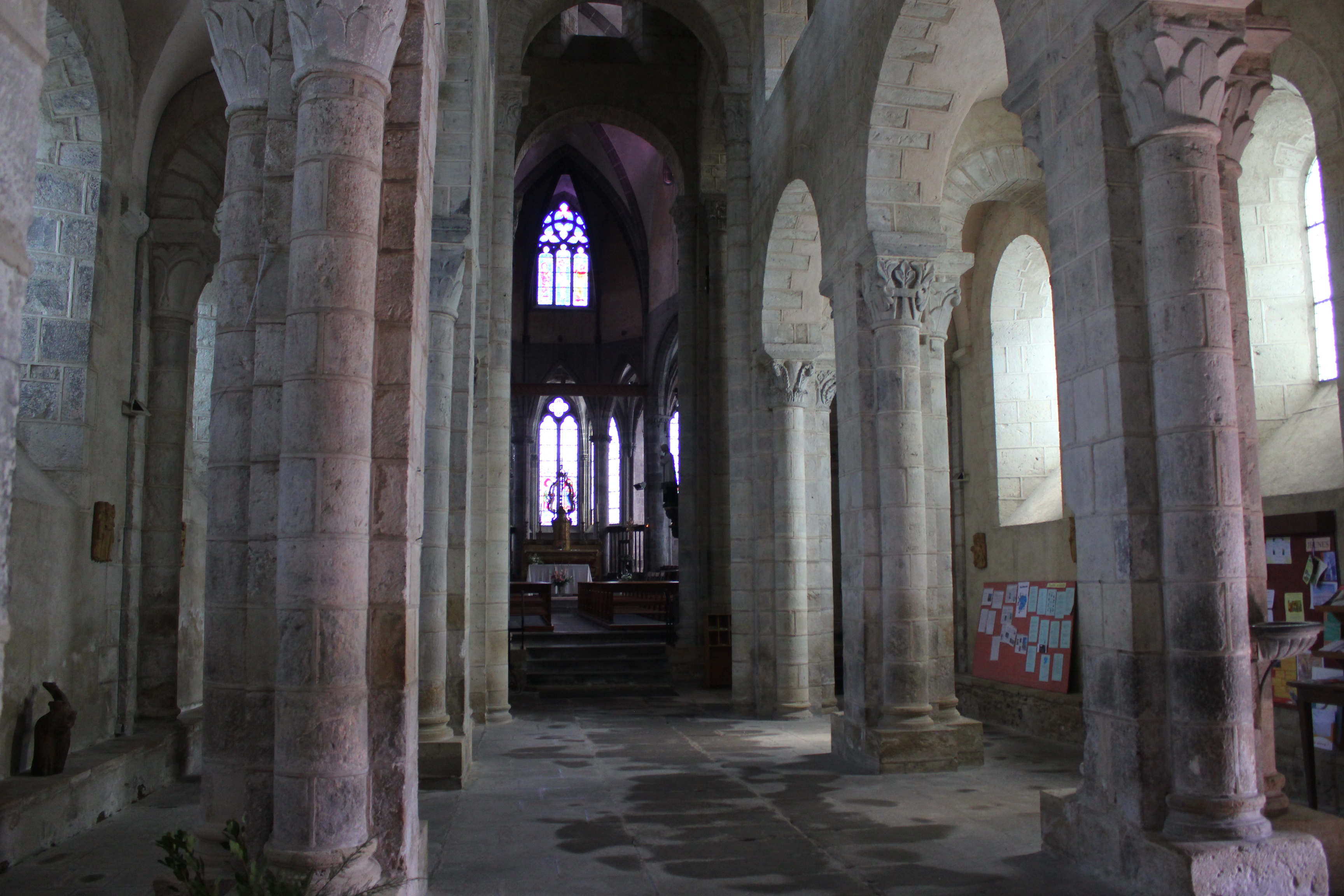
Blick vom Langhaus in Richtung Chor
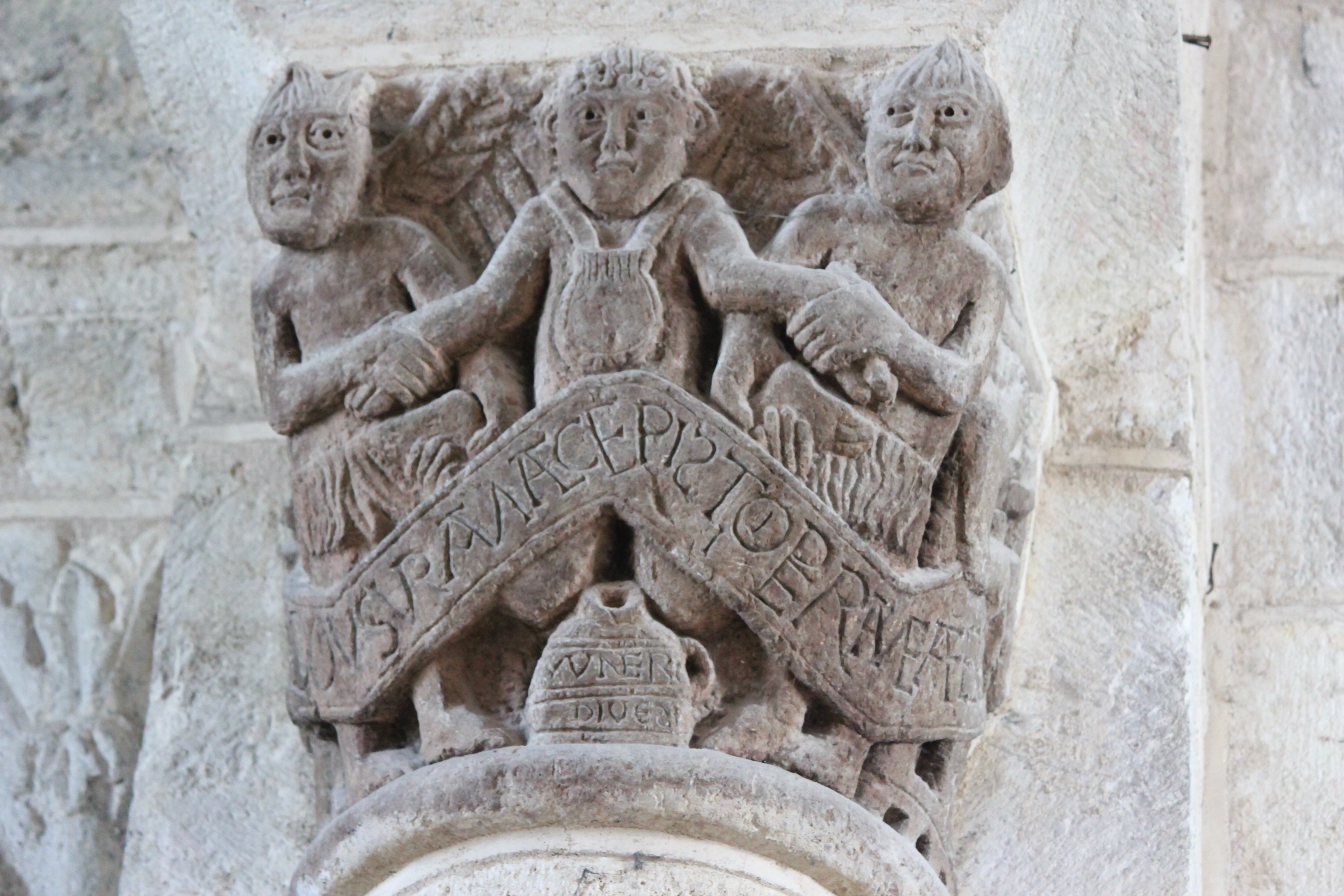
Kapitell: Wucherer wird von Dämonen ergriffen
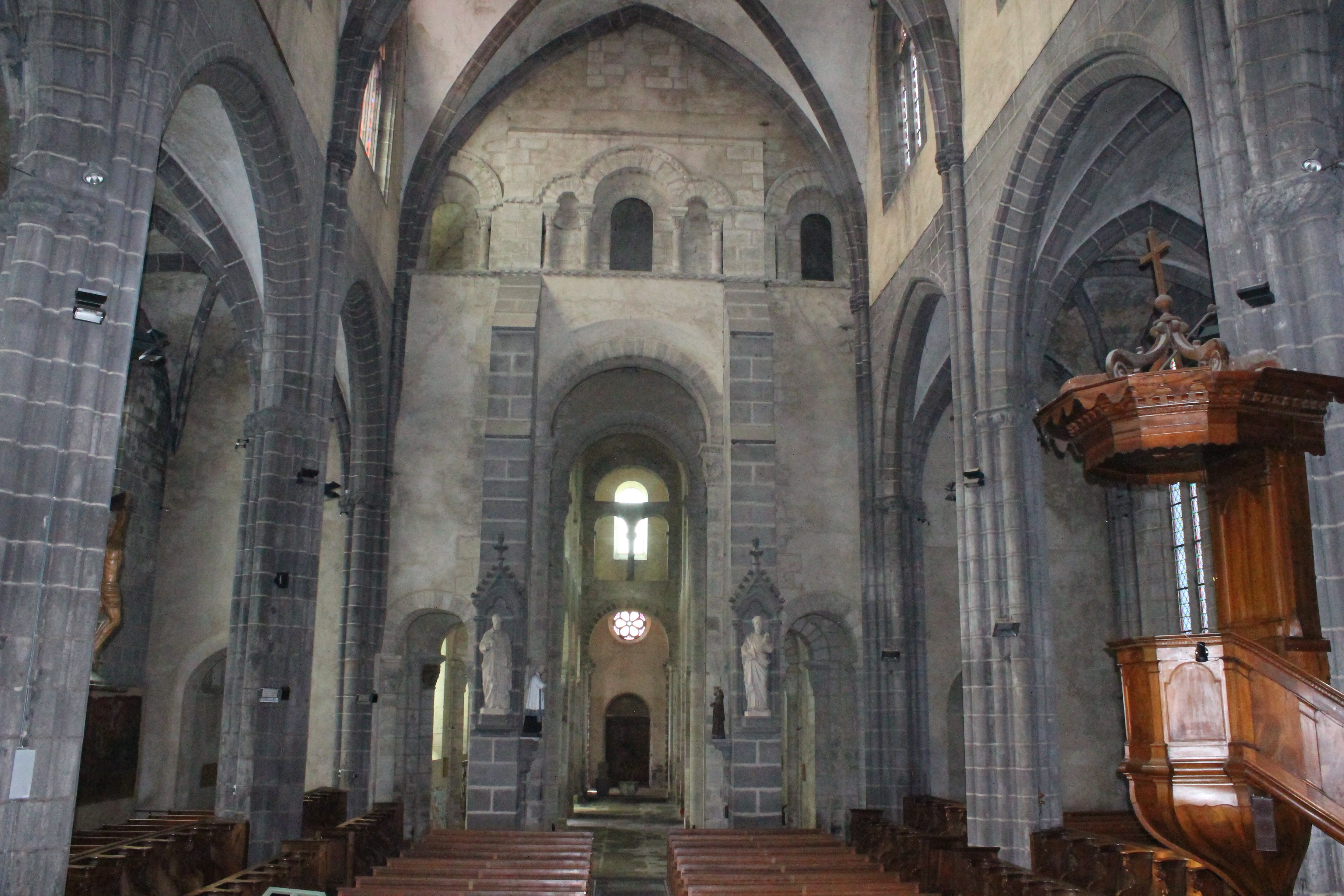
Blick vom Chor in Richtung Langhaus und Narthex
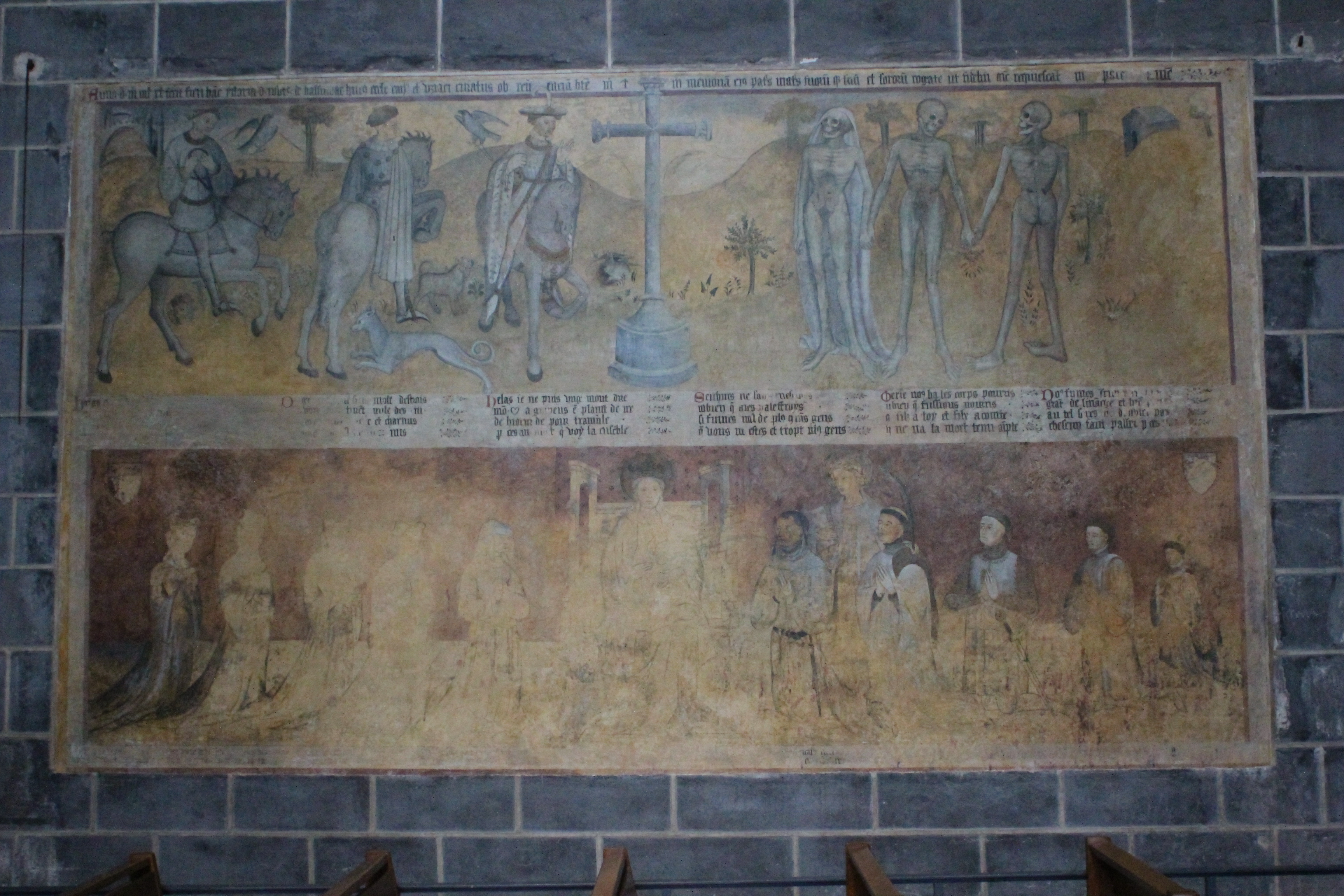
Fresko mit Jagdgesellschaft und drei Leichen